# ولایت لوگر
لوگَر (قبلا لهوگرد) یکی از ۳۴ ولایت افغانستان به مرکزیت شهر پل علم است. لوگر بیست و نهمین ولایت پهناور و بیست و ششمین ولایت پرجمعیت افغانستان است. پهناوری آن ۴۵۶۸ کیلومتر مربع و تا سال ۲۰۲۴ جمعیت آن ۴۶۵٬۶۹۸ نفر برآورد شده است. از شمال به ولایت کابل، از غرب به میدان وردک، از جنوب غرب به غزنی، از جنوب شرق به پکتیا، از شرق به پاکستان و از شمال غرب به ننگرهار محدود است. ساکنان آن به زبان‌های پشتو و دری مسلط هستند. میانگین ارتفاع آن ۱۷۳۳ متر و بلندترین نقطه آن قله زیرخاندی با ۴۰۷۱ متر بلندی است. لوگر از ولایت‌های خشک و افغانستان است که بعضی دره‌های آن توسط دریای کابل آبیاری می‌شود. نام لوگر از کلمهٔ لوگهر (دروگر) گرفته شده است. این محل در قدیم به نام منطقهٔ «سَکاوَند» یا «سَجاوَند» هم یاد می‌گردید. هم‌اکنون روستای «سجاوند» در ولسوالی بَرَکی بَرَک این ولایت است.

## پیشینه

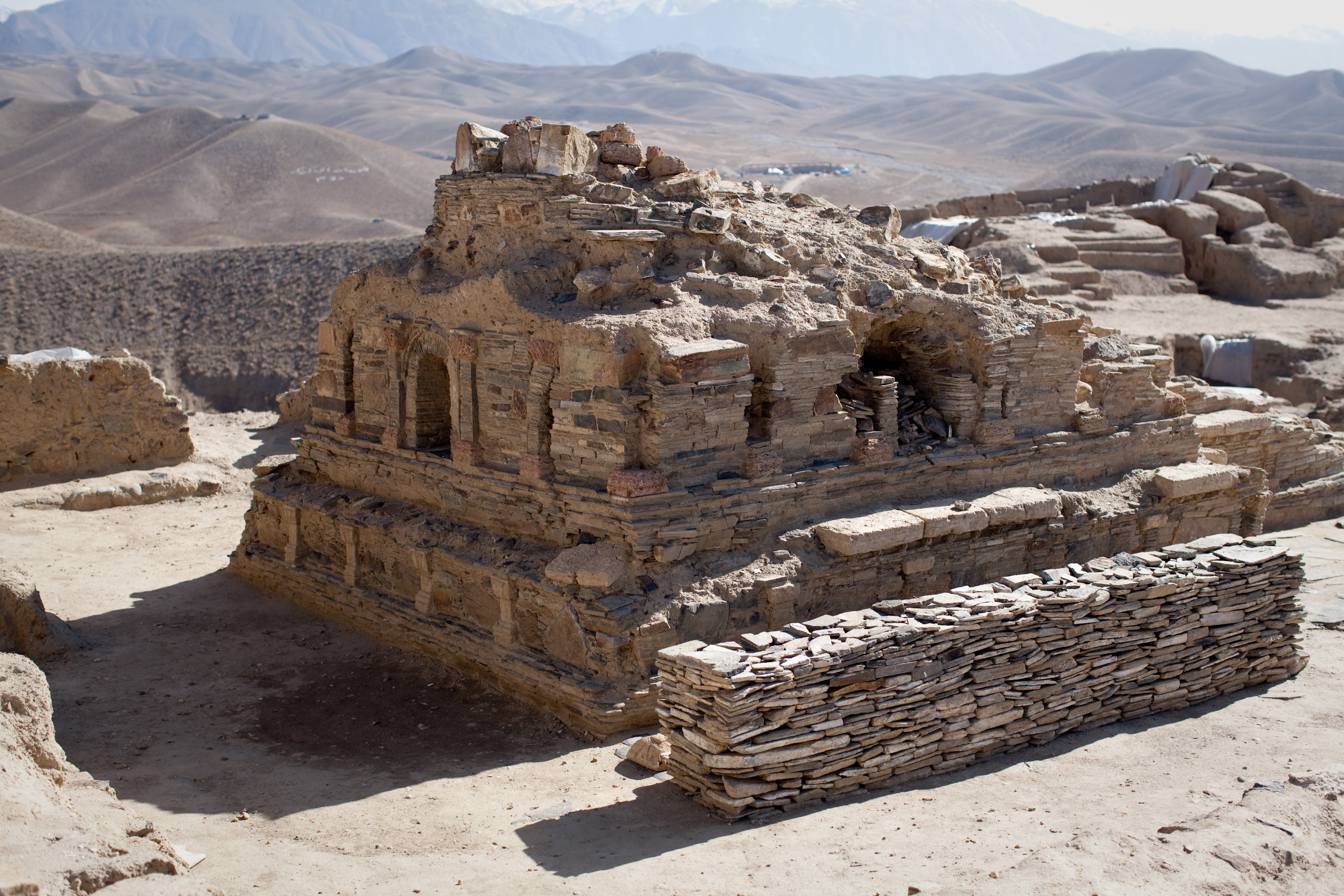
استوپای بودایی تازه حفاری شده از مس عینک در ولایت لوگر افغانستان که از زمان مائوریای‌ها است. مقبره‌های مشابه در ولایات غزنی همسایه و سمنگان کشف شده است.

در زمان پیش از اسلام، لوگر دارای معابد مشهور بود که توسط صفاریان تخریب گردید. در نبرد مجاهدان افغانستانی علیه نیروهای شوروی، لوگر از کانون‌های آنان بود و رهبری آن توسط محمد نسیم مصطفی بدر، فضل‌الله مجددی و محمد نبی محمدی بود. کهساران چرخ زمانی بزرگ‌ترین کانون جهاد علیه دولت بابری هند که در کابل تسلط داشتند به‌شمار می‌رفت و و مرکز سلسلهٔ روشانیان و سپهداران بزرگ استقلال خراسان از سلسلهٔ بابری هند بود و در هنگام مبارزات علیه نیروهای انگلیسی به ده‌ها هزار از مردم این ولایت اعم از تاجیک و پشتون اشتراک کرده بودند.
تا دههٔ ۱۳۴۰ هجری خورشیدی، شهر برکی برک مرکز این ولایت بود و سپس «پل علم» جای آن را گرفت.

## جغرافیا

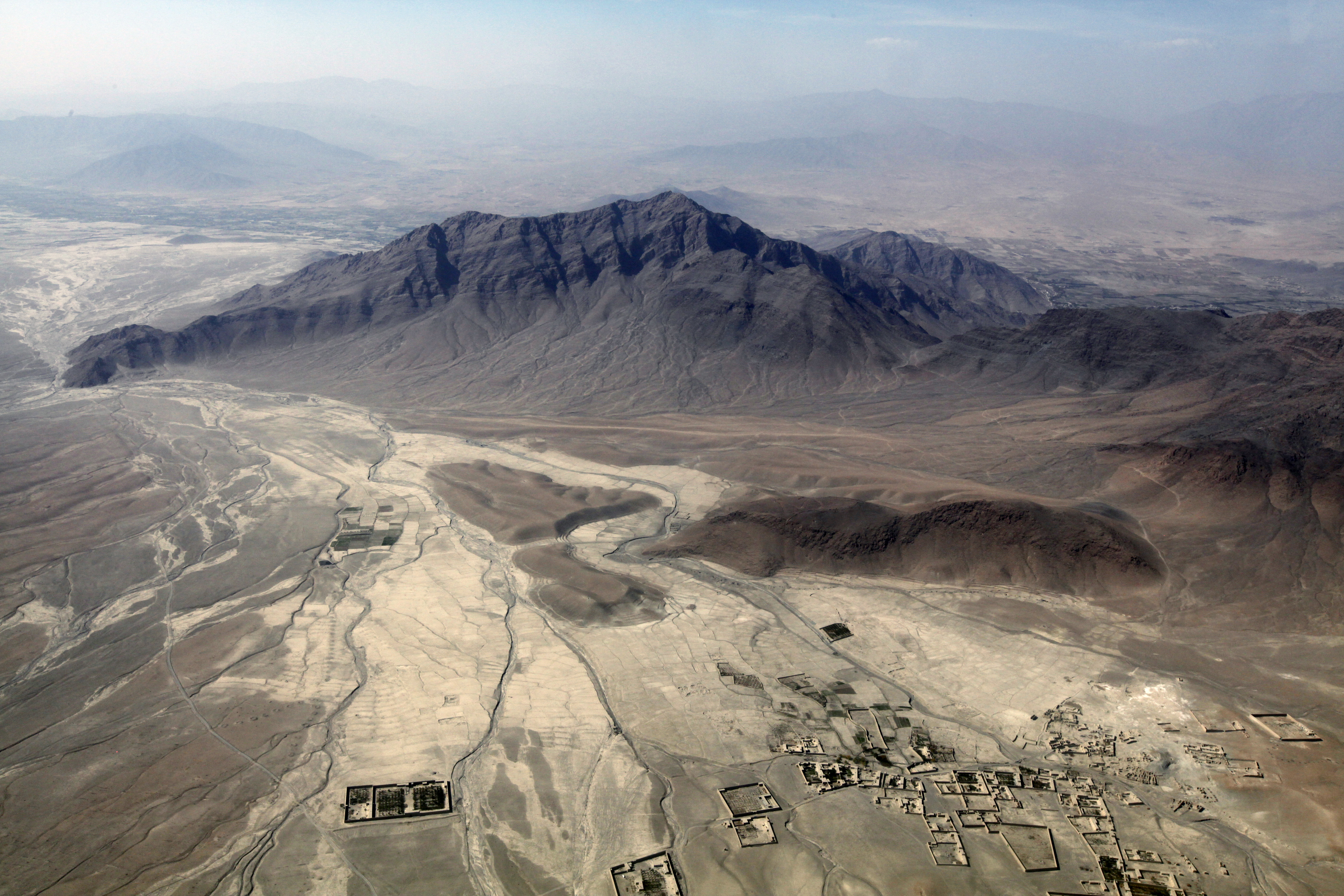
کوه سیاه‌رنگ ولایت لوگر. کوهستان‌های ولایات لوگر کابل و میدان‌وردک بیشتر سیاه‌رنگ می‌باشند.

لوگر از نگاه مساحت از جمله ولایات کوچک می‌باشد. این ولایت در فاصلهٔ تقریباً ۴۰ کیلومتری کابل قرار دارد.

## مردم
تا سال ۲۰۲۴ جمعیت این ولایت حدود ۴۶۵٬۶۹۸ نفر برآورد شده است. به ادعای منابع اکثریت باشندگان ولایت لوگر، پشتون و مابقی تاجیک و هزاره هستند. اورمری‌ها نیز در ولایت لوگر و ولسوالی برکی برک حضور دارند. به صور کلی مردم ولایت لوگر به زبان‌های فارسی، پشتو و اورمری سخن می‌گویند. کوچی‌ها نیز در این ولسوالی حضور دارند.
به ادعای دفتر حمایت از پناهندگی اروپا بر اساس یک منبع در کابل مربوط به سال ۲۰۱۵، این استان ۷۰٪ پشتون و ۳۰٪ تاجیک دارد. تاجیک‌ها ۷۵٪ جمعیت ولسوالی چرخ، ۵۰٪ در ولسوالی خوشی، ۴۰٪ در بارکی بارک و ۲۰–۲۵٪ در ولسوالی‌های محمد آغه و پل آلم را تشکیل می‌دهند. ولسوالی‌های خیرور و ازره مناطق همگن پشتون هستند. با این حال برخی منابع ادعا می‌کنند زبان دری رواج بیشتری دارد و اکثریت مردم شهرها و روستاها به دری سخن می‌گویند.

## اقتصاد
پیشه مردم این ولایت زراعت و مالداری بوده. سیب آن در بازارهای کابل به‌عنوان نازک بدن مشهور بوده و دارای رودخانهٔ خروشانی به‌نام دریای لوگر است که باعث رونق زراعت می‌گردد.
از تولیدات زراعتی این ولایت می‌توان به سیب، انگور، زردآلو، شفتالو و در زراعت گندم، جواری، کچالو، لوبیا، پیاز و غیره نام برد.

### معادن
لوگر معادن طبیعی گران‌بهایی دارد که عبارتند از: مس عینک، قادر‌مشنگ و گرافیت؛ مس عینک لوگر در ولسوالی محمد آغه ولایت لوگر قرار دارد و به عنوان دومین معدن و ذخیره‌گاه بزرگ مس در جهان شناخته شده است. کل مساحت معدن، بالغ بر ۸۰۰ کیلومتر مربع است. معدن مس عینک بزرگ‌ترین معدن مس افغانستان و دومین معدن مس بعد از معدن مس «اسکوندیدا» شیلی، در سطح جهان است. ادعا شده ذخایر معدن مس عینک ۱۳ میلیون تن می‌باشد.

## فرهنگ
از جمله آلات موسیقی مشهور این ولایت دهل دوسره می‌باشد.

## تقسیمات

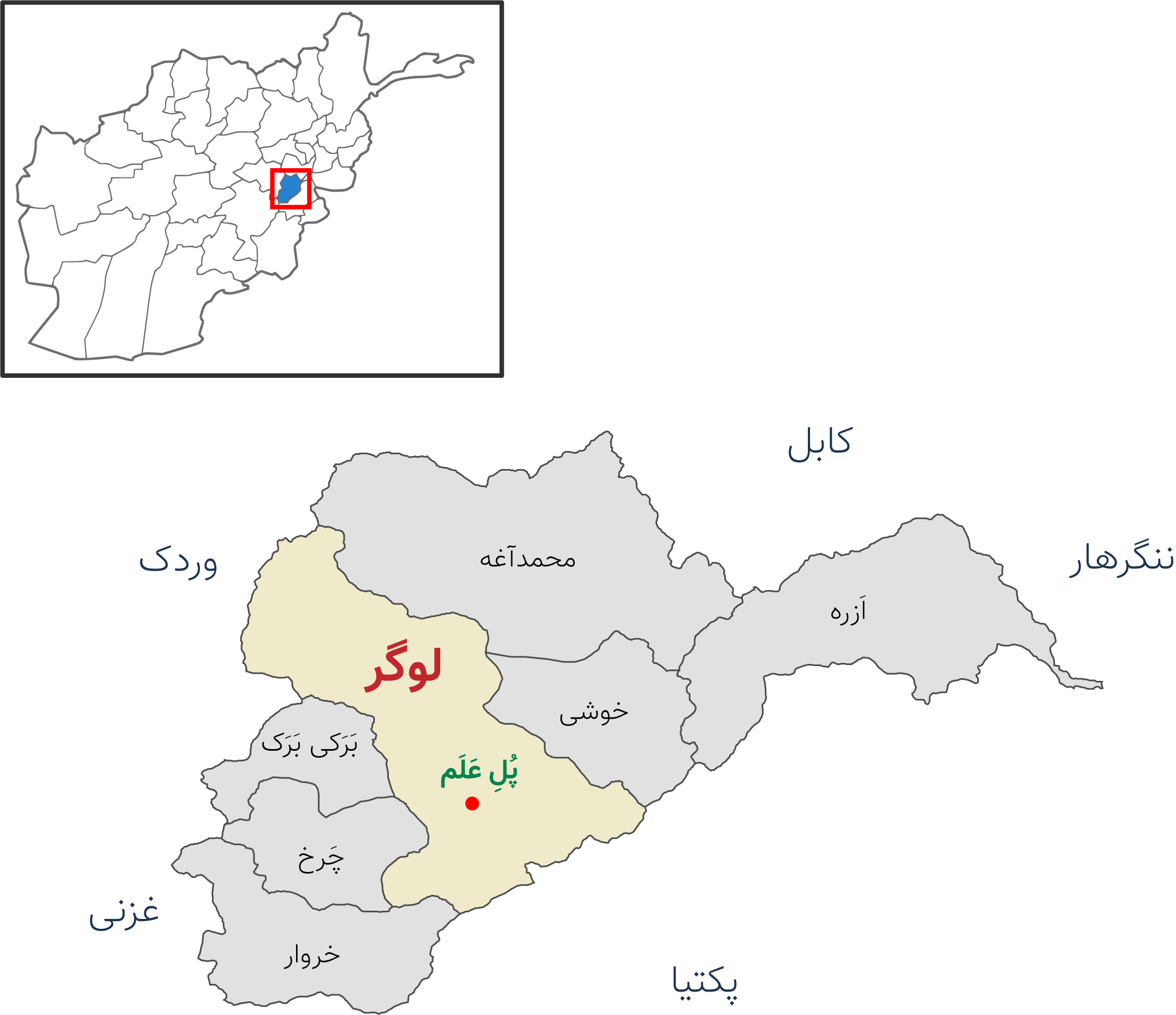
ولسوالی‌های لوگر

- اَزره
- بَرَکی بَرَک
- پُلِ عَلَم
- چَرخ
- خروار
- خوشی
- محمدآغه